# Бюиссон (Воклюз)
Бюиссон (фр. Buisson) — коммуна во французском департаменте Воклюз региона Прованс — Альпы — Лазурный Берег. Относится к кантону Везон-ла-Ромен.

## География
Бюиссон расположен в 40 км к северу от Авиньона. Соседние коммуны: Сен-Морис-сюр-Эг на севере, Вильдьё на востоке, Роэ на юге, Сен-Ромен-де-Мальгард на юго-западе, Тюлетт на западе, Визан на северо-западе.

## Демография
Население коммуны на 2010 год составляло 278 человек.
| 1962 | 1968 | 1975 | 1982 | 1990 | 1999 | 2010 |
| ---- | ---- | ---- | ---- | ---- | ---- | ---- |
| 217  | 181  | 148  | 166  | 195  | 264  | 278  |

## Достопримечательности
- Остатки бывших фортификационных строений, ворота.
- Старинные фонтаны, лавуар, жилые дома, часовая башня.
- Церковь
- Часовня Сен-Пьер-Нотд-Дам-д’Аржелье.